# Diodontium
Diodontium é um género botânico pertencente à família Asteraceae. Possui apenas uma espécie, Diodontium filifolium.